# Amblyopsis
Amblyopsis är ett släkte av fiskar. Amblyopsis ingår i familjen Amblyopsidae.
Kladogram enligt Catalogue of Life:
| Amblyopsis | \| \| Amblyopsis rosae \| \| \| \| \| \| Amblyopsis spelaea \| \| \| \| |
|            | \| \| Amblyopsis rosae \| \| \| \| \| \| Amblyopsis spelaea \| \| \| \| |
|            | Chologaster                                                             |
|            |                                                                         |
|            | Forbesichthys                                                           |
|            |                                                                         |
|            | Speoplatyrhinus                                                         |
|            |                                                                         |
|            | Typhlichthys                                                            |
|            |                                                                         |
|            | Amblyopsis rosae                                                        |
|            |                                                                         |
|            | Amblyopsis spelaea                                                      |
|            |                                                                         |

|  | Amblyopsis rosae   |
|  |                    |
|  | Amblyopsis spelaea |
|  |                    |

## Bildgalleri

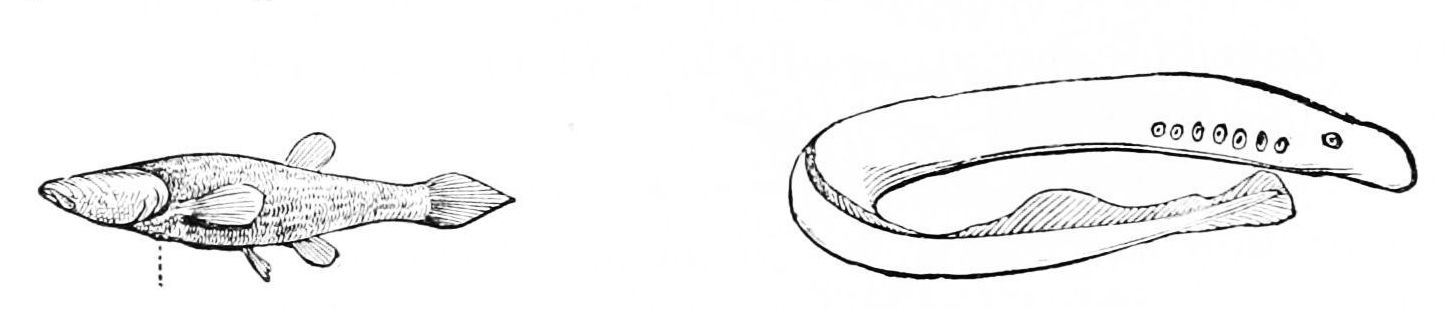
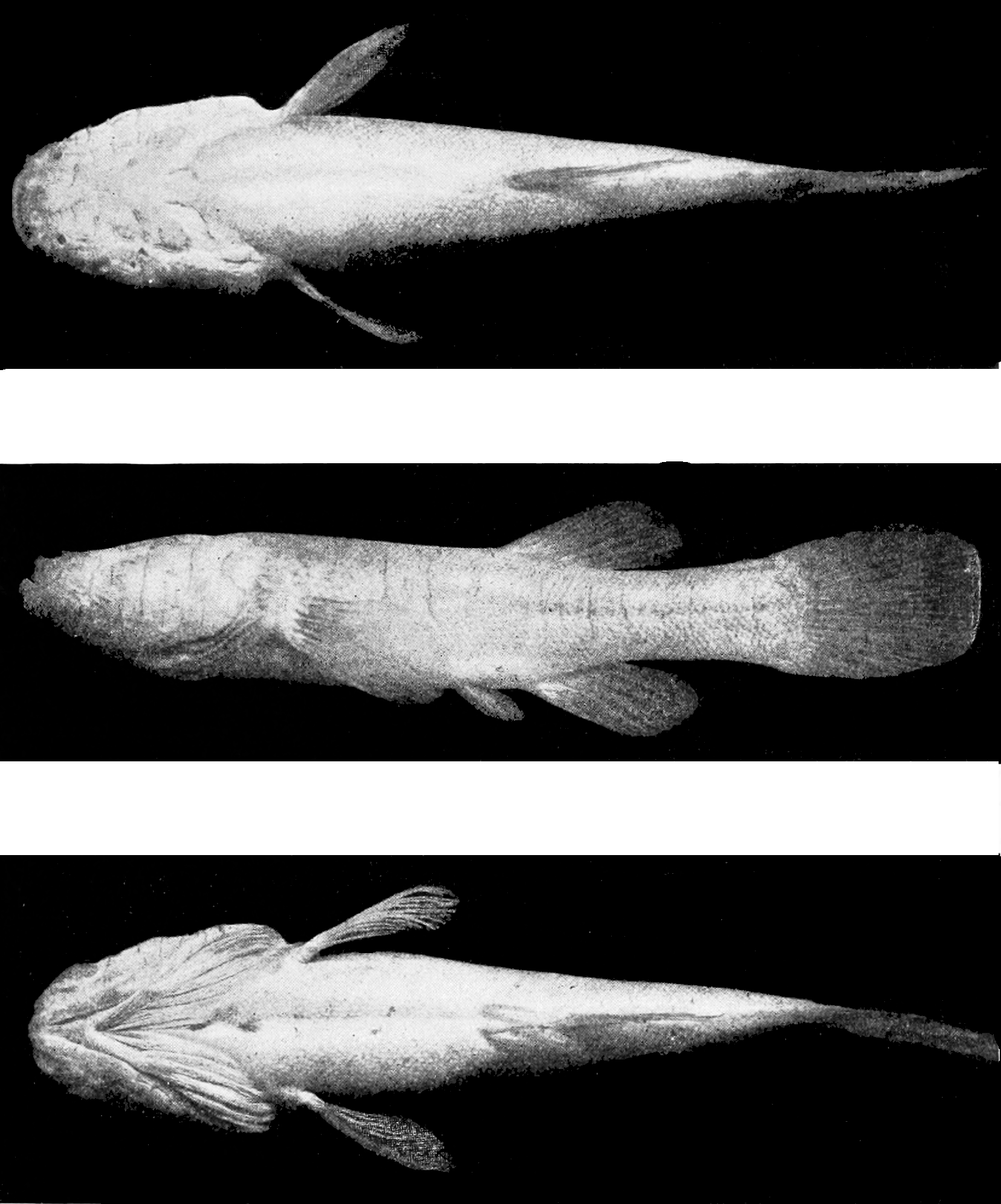
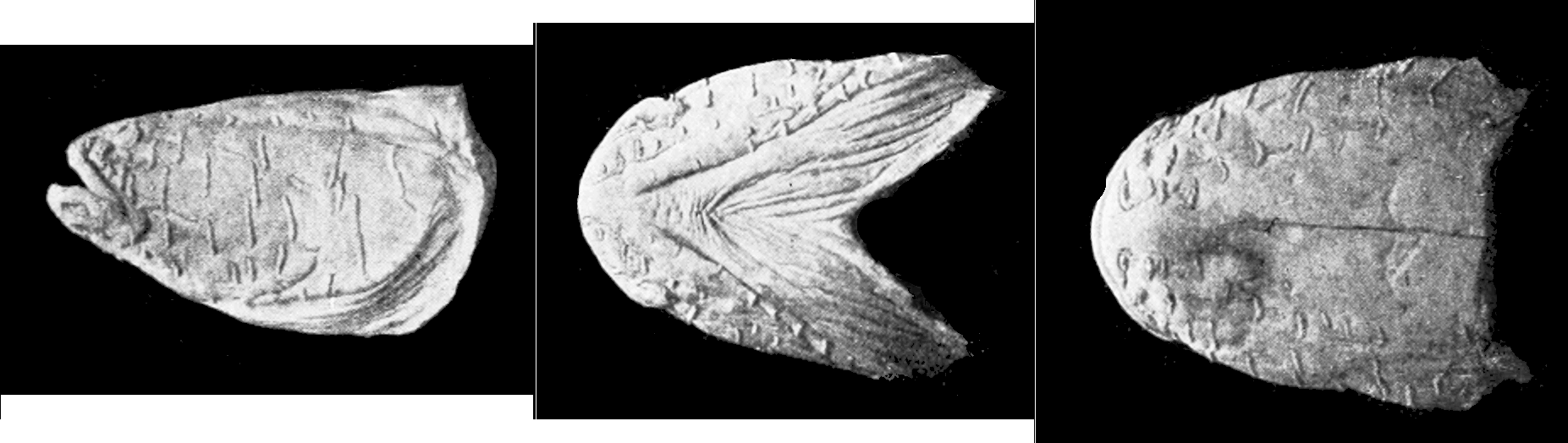
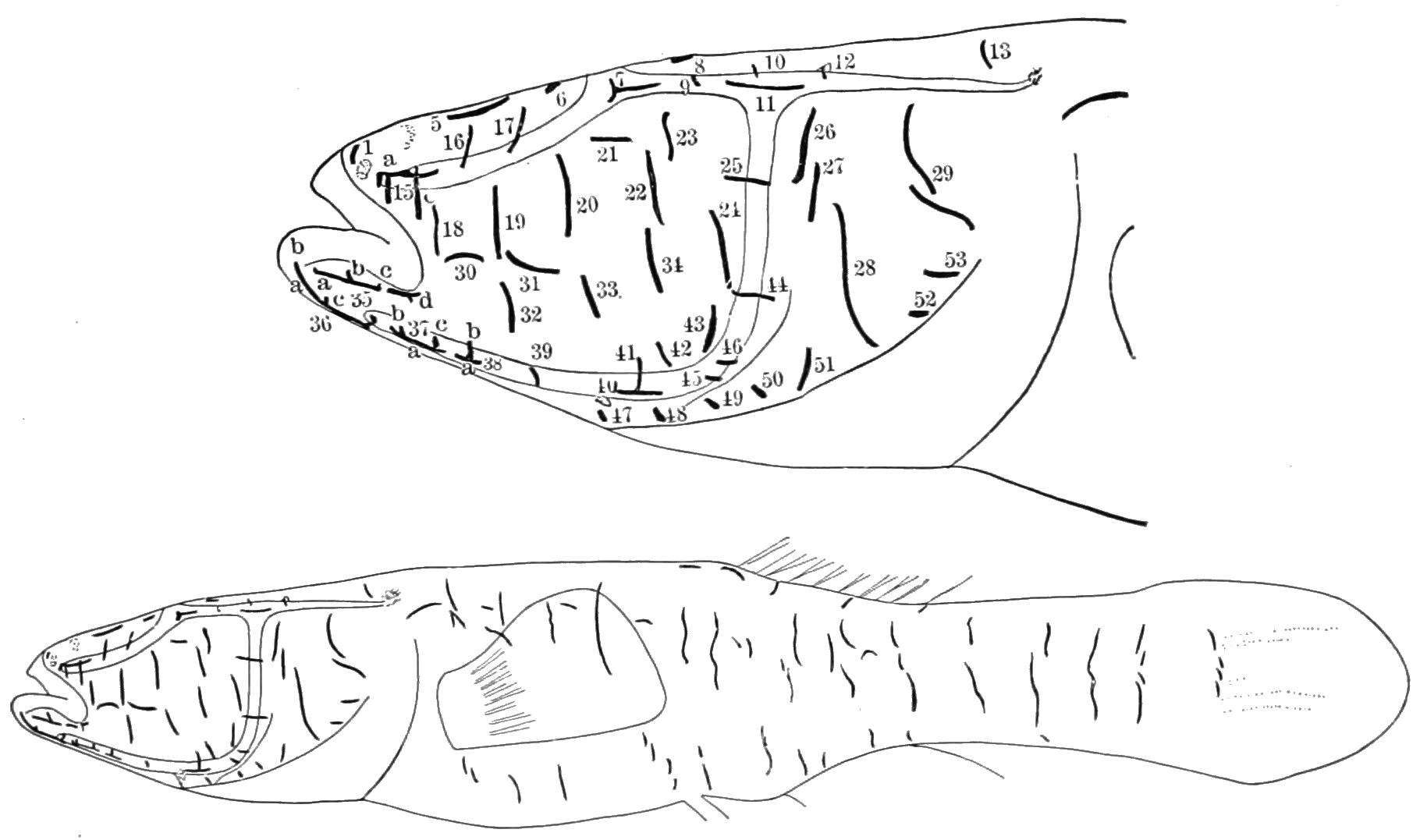
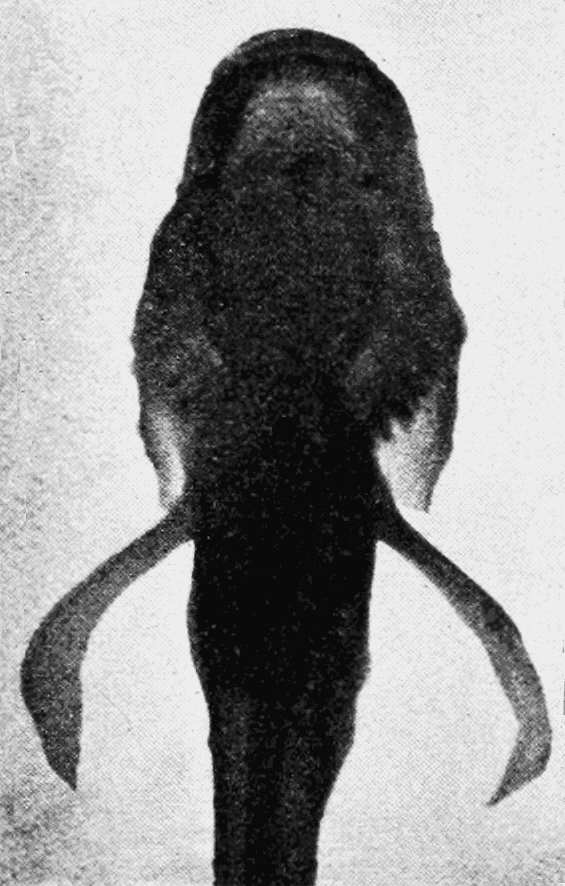
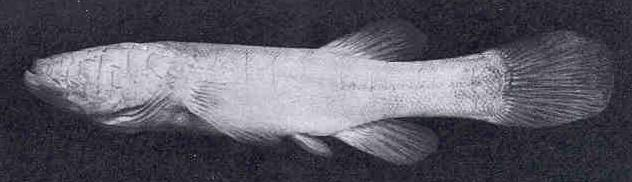